# Ружичасти чворак
Ружичасти чворак  (лат. Pastor roseus) птица је певачица из породице чворака. Постојбина му је Евроазија, а данас насељава и друге континенте.

## Опис
Ружичасти чворак може бити дугачак између 19-22 цм, а тежак до 100 гр. Гнезди се у деловима источне Европе између Црног мора и Каспијског мора, као и у централној Азији, на подручју Блиског истока, Мале Азије и на деловима Балканског полуострва, док зиму проводи у Индији. С обзиром да је птица селица, границе насељавања и кретања врсте се константно померају. Настањује степска и пољопривредна подручја, а гнезди се колонијално на камењарима. Храни се инсектима и бобичастим плодовима. Према званичним подацима ружичасти чворак се у Србији никад није гнездио, али се може видети током премештања у топлија подручја или у потрази за храном.